# Peter Dodds McCormick
Peter Dodds McCormick, född omkring 1834 i Port Glasgow, Skottland, död 30 oktober 1916 i Waverley i Sydney, New South Wales,  var en skotskfödd skollärare som komponerade Australiens nationalsång Advance Australia Fair.